# オテル・デュー
オテル・デュー (フランス語: hôtel-Dieu、もしくはHostel Dieu) は、フランス、スイス、スペインなどのヨーロッパの国々、またはそれ以外のフランス文化の影響の及ぶ国のいくつかの都市で中世に創設された施療院で、孤児、貧困者、巡礼者を受け入れ、カトリック教会によって管理されていた。「オテル・デュー」という用語は、「神の宿」を意味し、病院とは異なる施設のカテゴリーを構成している。語源的には、ラテン語のホスペス (hospes)、ホスピティス (hospitis) (「もてなしをする人」) とDieu (神のこと) から来ていると言われている。現在も、これらの建物や施設は病院としての機能を維持しているものもあるが、近代的な施設に置き換わり、古くからの建物は別の役割に転用されているものもある。その中でもっとも古く、もっとも有名なものは、ノートルダム大聖堂に隣接するオテル・デュー・パリ (現在の正式名称は、Hôpital Hôtel-Dieu AP-HP) である。日本語では、「市民病院」とも訳される。なお別の役割に転用されているものの中には、ホテル (マルセイユ、リヨン)、美術館 (ボーヌ、モントリオール、ポラントリュイ、グルーズ)、または汎用の建物 (例えば、県庁舎、行政本部の建物など) の例がある。
ということで、二次的な意味として、オテル・デューという用語は、病院がなくなった場合でも、建物自体を指すこともある。

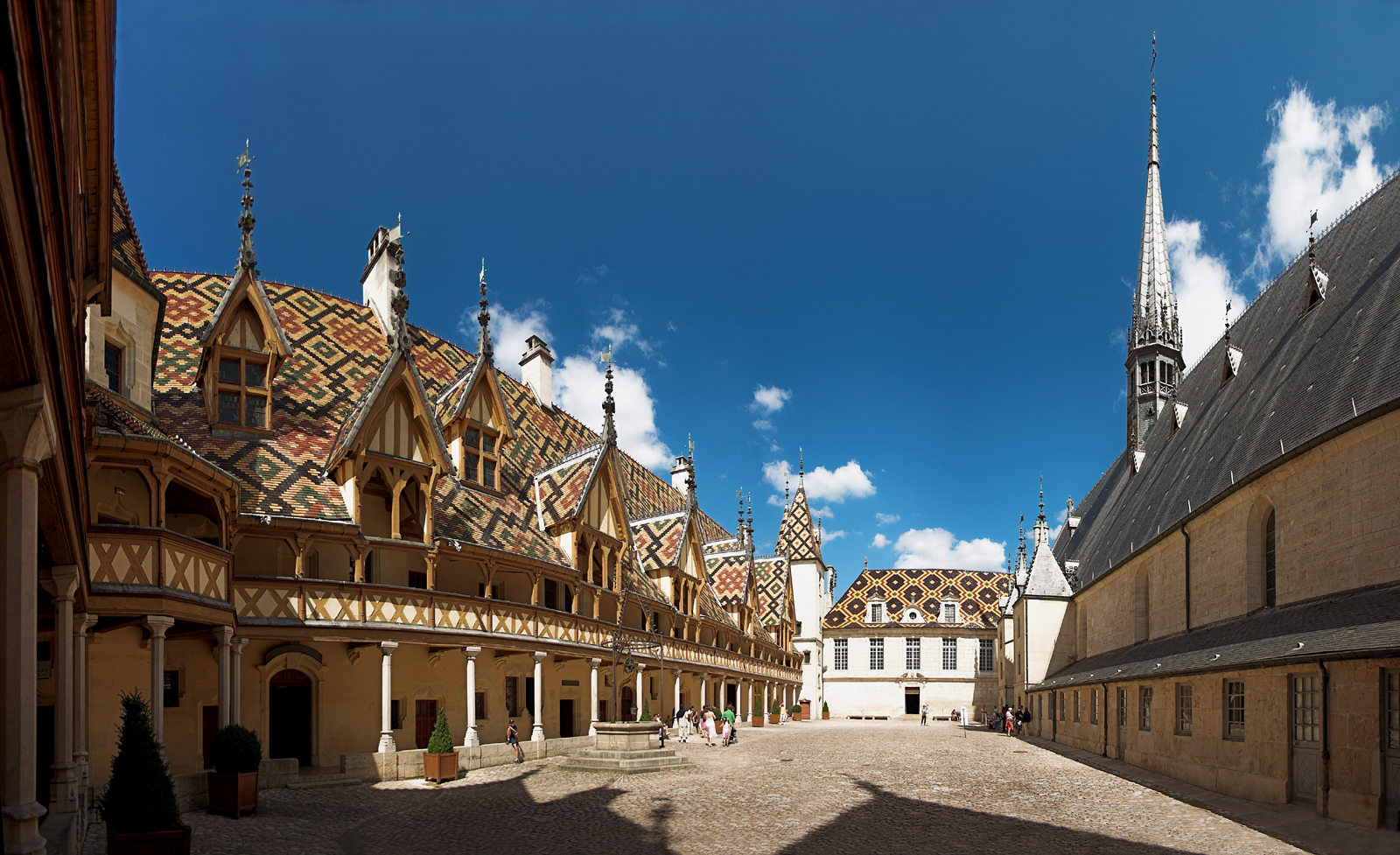
ボーヌのホスピスこと、オテル・デュー・ド・ボーヌの美しい中庭

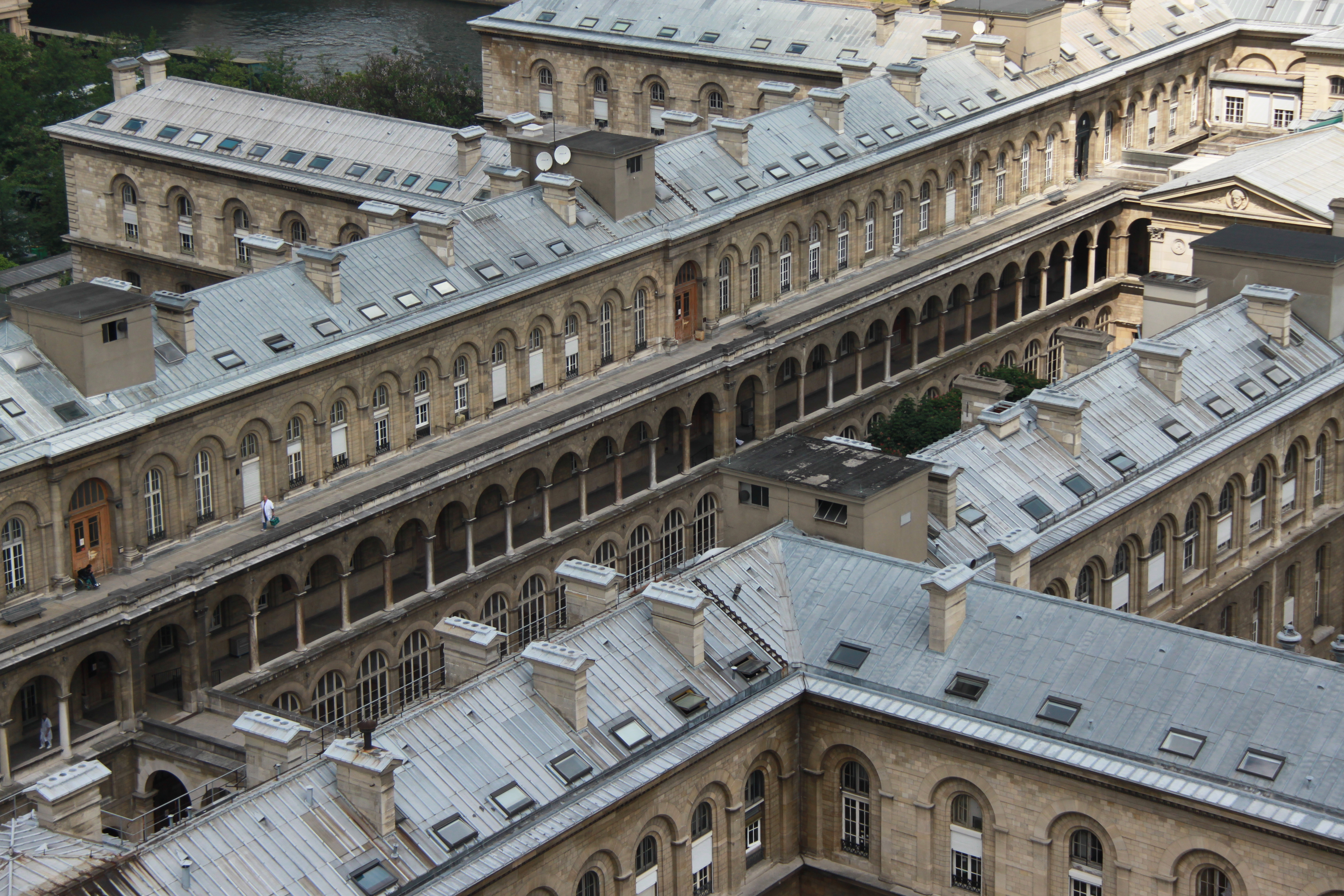
上空から見たパリ市立病院

## 歴史

### 起源、及び中世
西ヨーロッパでは、5世紀に 西ローマ帝国が崩壊した後、カトリック教会とその司教だけが、相次ぐ大規模な侵略によって避難民となった住民を安定的に統治することができた。そこから、司教座のある都市、修道院近くの遠征における救済と受け入れ体制 (保護、宿泊施設、ケア…) が生まれた。
これらの施設は、福音宣教の手段であり、権力者や富裕層 (財団と遺産) に対する慈善の敬虔さを示す手段でもあった。たとえば、6世紀半ば、聖ラデゴンドはサイクス (現在のヴィエンヌ) にホスピスを設立した。650年頃、パリ司教ランドリーはシテ島に病人や貧しい人々の受け入れを目的とした建物を建設している。これがオテル・デュー・ド・パリの起源となった。
オテル・デューは、女王や国王、司教、貴族、または裕福な地元ブルジョワによって設立されることが多く、キリスト教信仰の印の下に置かれている。これらは多くの場合、貧しい人々、主に貧しい人々や巡礼者に奉仕する宗教教団によって管理されている。それらはしばしば宗教教団によって管理され、主に貧者や巡礼者などの困窮者に奉仕していた。それらはしばしば薬局や、時には植物園 (薬草園) も併設していた。
十字軍の後、ホスピタル騎士団 (エルサレムの聖ヨハネ騎士団など) や君主 (ルイ9世など) の後押しにより、施療院の数は増加した。これらの慈善施設は、その時代の医療や社会的機能にマッチしたものであった。

### 古典期

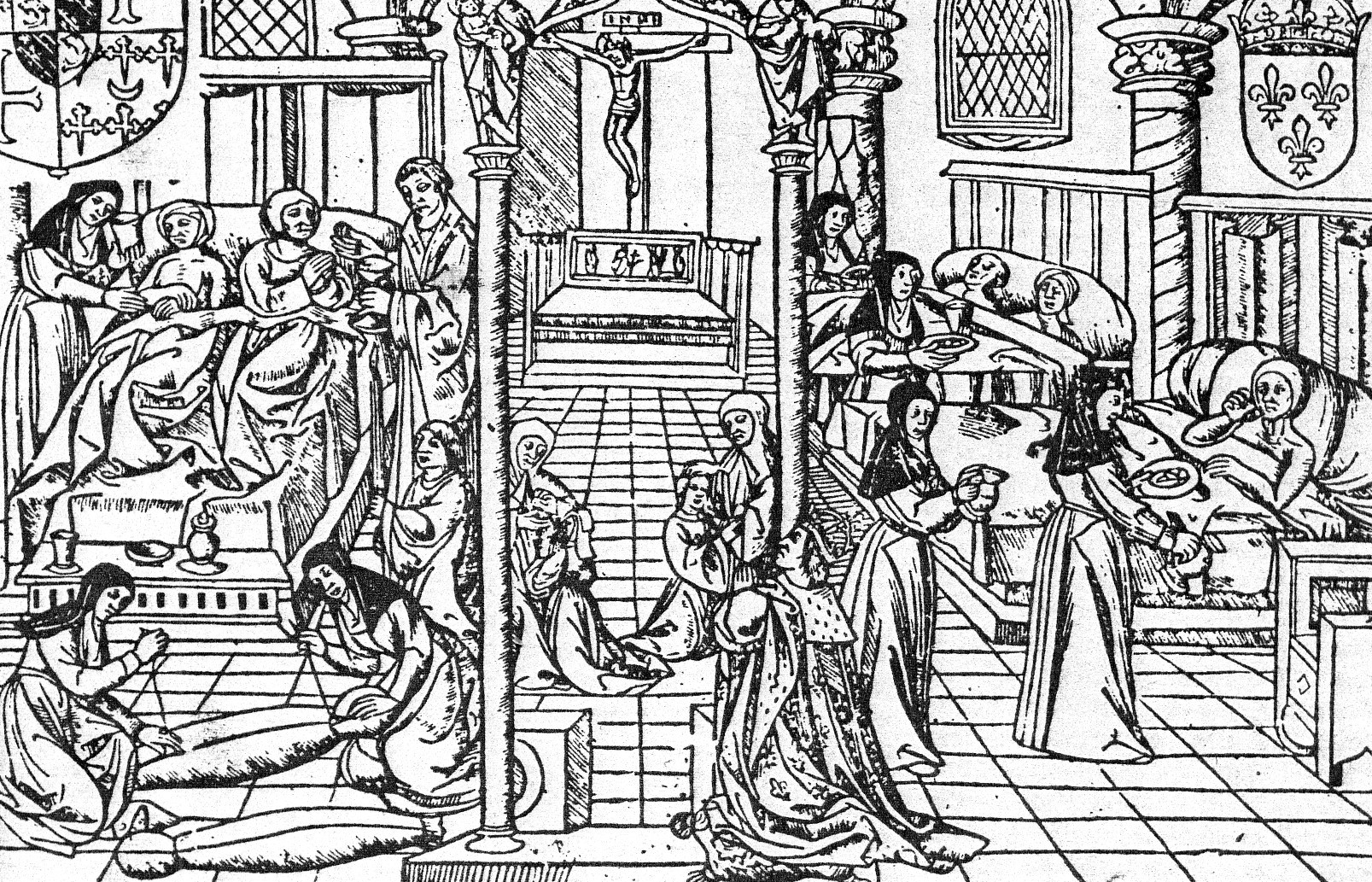
1500年頃のパリのオテルデューの一室。右側では、病人に食事を提供する姉妹。左側の前景では、司祭が最後の儀式を執り行う瀕死の患者のベッドの前で、2人の姉妹が死者の覆いを縫っている。

16世紀以降 、貧困はその価値を下げ、屈辱的なものになってきた (都市の危機、地方の不安定さ、人口動態の圧力、宗教戦争など)。貧困層はもはやキリストの象徴ではなく、社会的脅威となった。王権は司教の権限より優先されるようになる。オテル・デューは荒廃し、規模もまちまちで、篤志家の気まぐれ次第で設立され、ニーズに応えることも少なくなり、徐々に批判を受けるようになっていく。
1662年、ルイ14世の布告により、王国の各都市と大きな町に病院の創設が命じられた。「その地域の出身者または1年間その地域に居住したことのある貧しい障害者、乞食と、孤児または乞食の両親から生まれた子供を収容し、監禁し、養うこと。」
各病院には民間警察がおり、市中で物乞いを探し出して病院に連れて来る。慈善活動はもはや「もてなし」(ケア) によって示されるのではなく、むしろ「監禁」というかたちで、貧困の問題を解決しようとした。貧しい人々は世話されるだけでなく、監督され、病院の作業所で働かされた。マルセイユのヴィエイユ・シャリテ (救貧院、残忍な物乞い狩りの象徴的な施設、現在は、博物館になっている) はその典型的な例である。
啓蒙時代には、オテル・デューは開放的でより医療的なものになる傾向があり、宗教的な存在感が希薄になった。しかし、状況は危機的となっていく。ホテル・デューは、新しい総合病院 (慈善病院) と複数の民間または地域財団で構成されるバラバラのネットワーク内にある。貧困、過密、衛生設備の欠如により、システム全体に亀裂が生じてきた。国は調査を複数回行い、目録を作成しいる。1777年、ネッカー大臣は委員会を任命し、最初に提示された数字は、王国の入院者数105,000人(うち病人または高齢者40,000人、捨て子40,000人、患者25,000人) であり、これに軍病院の患者6,000人を追加する必要がある。
1788年、ジャック・テノンは『パリの病院に関する回想録』 (Mémoires sur les hôpitaux de Paris) の中で結論を発表し、その状況は壊滅的であり、特に立地が悪く、窮屈で、過積載で、危険で、不健康で、致命的なオテル・デュー・ド・パリのスキャンダラスな状況を描いている。それは宇宙、つまり病人の家ではなく、目的地としては重要であるが、その結果は社会にとって非常に悲惨なものである。テノンは、次の世紀に採用されるいくつかの原則と提案を策定した。

### 近世期
フランス革命の後、オテル・デューはますます複雑になる現代医学のニーズに適応する必要があり、これらの古い建物ではそれが困難になってきた。20世紀、1960年代には、医療サービスの集中により、病院センター (CH) と大学センター (CHU) が設立された。それ以来、オテル・デューは、年齢、都市の中心的な位置、標準レベルに引き上げるための過度のコストのせいで、当初の使命を維持することができなくなっている。それらは他の公共の建物 (特に博物館や文化センター) に改造された。)、または商業施設 (特に高級ホテル、観光客用住宅、または老人ホーム)。一部は今でも病院として利用されているが、多くの場合は管理棟として使用されている。多くの建物は、もはや聖職者によって運営されていないが、依然として歴史的な名前を名乗っている。一部の客室には、偉人からの寄付による重要な芸術作品 (絵画、彫刻) を展示する遺産の部屋がある。.

## 建築

### 中世
オテルデューは、司教区または大聖堂の近く、水路の近く (洗濯、ランドリー、製粉工場など)、さらには航行可能な川の近く (食料、薪などの輸送のため) を選んで建てられた。
中には例外的にポンス (現在は、ラ・クロワ・シャイユブルの一部) のポンスの巡礼者病院のように、サンティアゴ・デ・コンポステーラの巡礼路の要地にあって、町の城門の外に巡礼路をまたぐ形でアーチが作られ、その両翼に修道院教会と病院が配されているといったものもある。司教区のない町にもオテル・デューがあり、司教区の病院でもオテル・デューと呼ばれていないものもある。

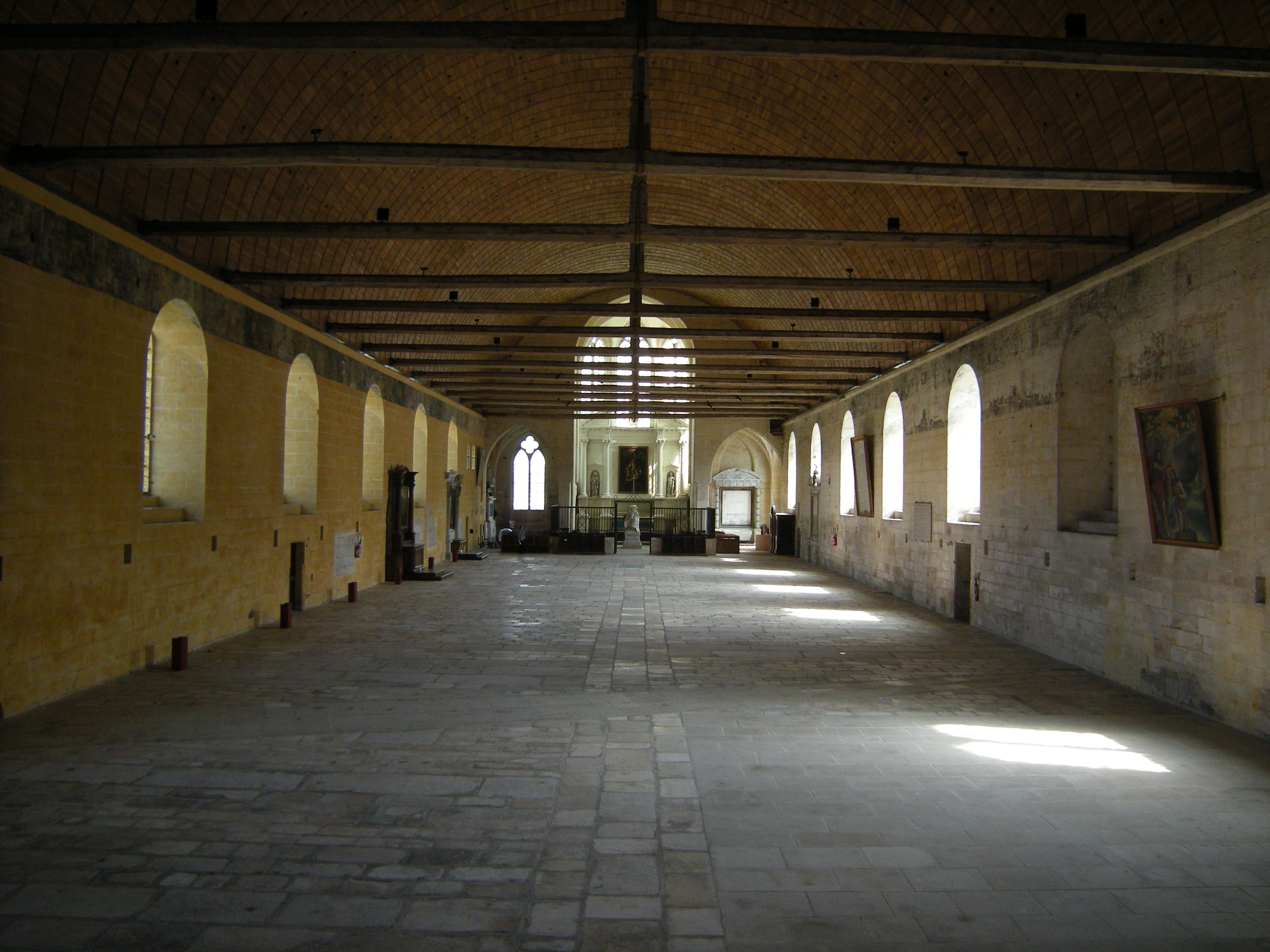
長さ101 mの船体フレーム を持つオテル・デュー・ド・トネールの病人用の部屋。

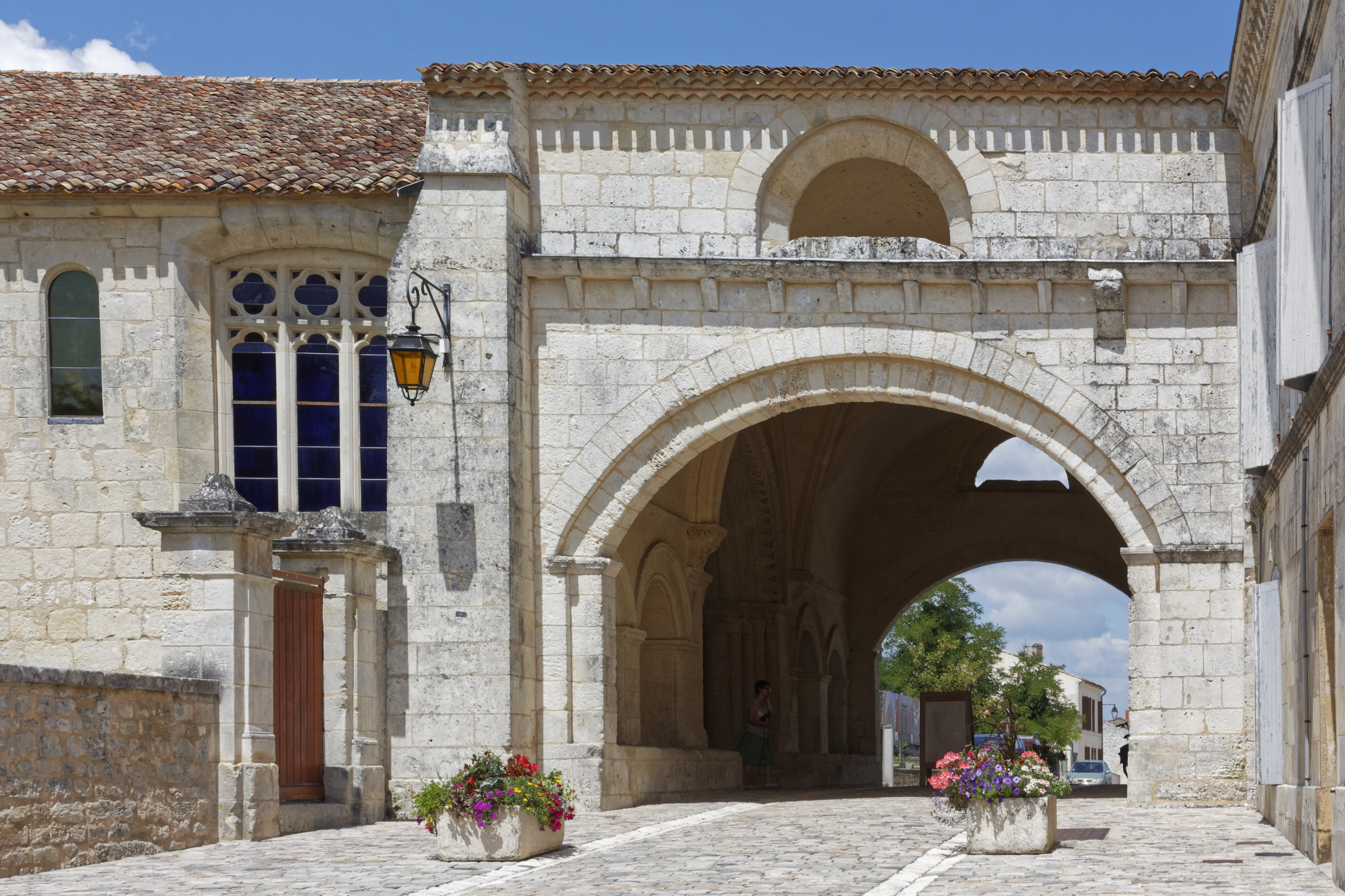
ポンスの巡礼者病院

オテルデューの中世建築には魂を救う役割があった。それは病棟の延長線上にある礼拝堂を中心としており、病棟がのベッド上でミサの声を聞くことができるよう配慮されているのだ。周囲には、整理整頓された別棟 (厨房、パン屋、店舗、予備、職員宿舎) と薬用植物の庭園がある。病棟は通常、1つの長方形のかたちで、場合によっては1列または2列の列に分かれている。完全なアーチ型の場合もあれば、木造の場合もある。
現存するヨーロッパ最大の中世の病院のひとつは、ブルゴーニュの オテル・デュー・ド・トネールで貧者の大広間が東西の軸に沿って建てられ、聖歌隊の後陣を含めると、長さ96 m、幅21.5 m、高さ20 mになる。最も有名なのは、同じ部ロゴーニュ地方にあるオスピス・ド・ボーヌのものである。
シャルリューのように、小さなホスピスや避難所 (メゾン・デュー) もたくさんあった (元々は、回廊に囲まれた12台のベッドのある部屋と2台のベッドのある部屋が3つあり、オテル・デュー (現在の病院博物館) に発展した)。グルノーブルでは、フィレンツェ出身の銀行家が自宅の1階を避難場所として提供していた。これらの小さな建物、少なくともオテル・ デューにまで拡張されなかった建物は、フランス革命中に消滅した。
中世以降、建築はあらゆる時代の建物を重ね合わせながら進化していく。より厳格な男女分離 (カトリックの対抗改革) により、病棟を2つ設置することが奨励された (建物の1階、2階で別に部屋を設けるか、またはL字型の構造で部屋を分けたりして、隅に礼拝堂がある)。.

### 古典時代
4つの区の交差点に礼拝堂を配置するギリシャ十字型の建築計画は、15世紀末にイタリア (ミラノのマッジョーレ病院) に現れ、その後スペイン (トレドのサンタ・クルス美術館)、そしてイギリス (サボイのサヴォイ礼拝堂、これは礼拝堂のみ現存) で登場したと考えられている。フランスでは17世紀後半からこのかたちが採用された。今も保存されている数少ない病院の1つはオートフォール病院であるが、カルカッソンヌのオテル・デューではノートルダム・ド・サンテ礼拝堂だけが残っている。

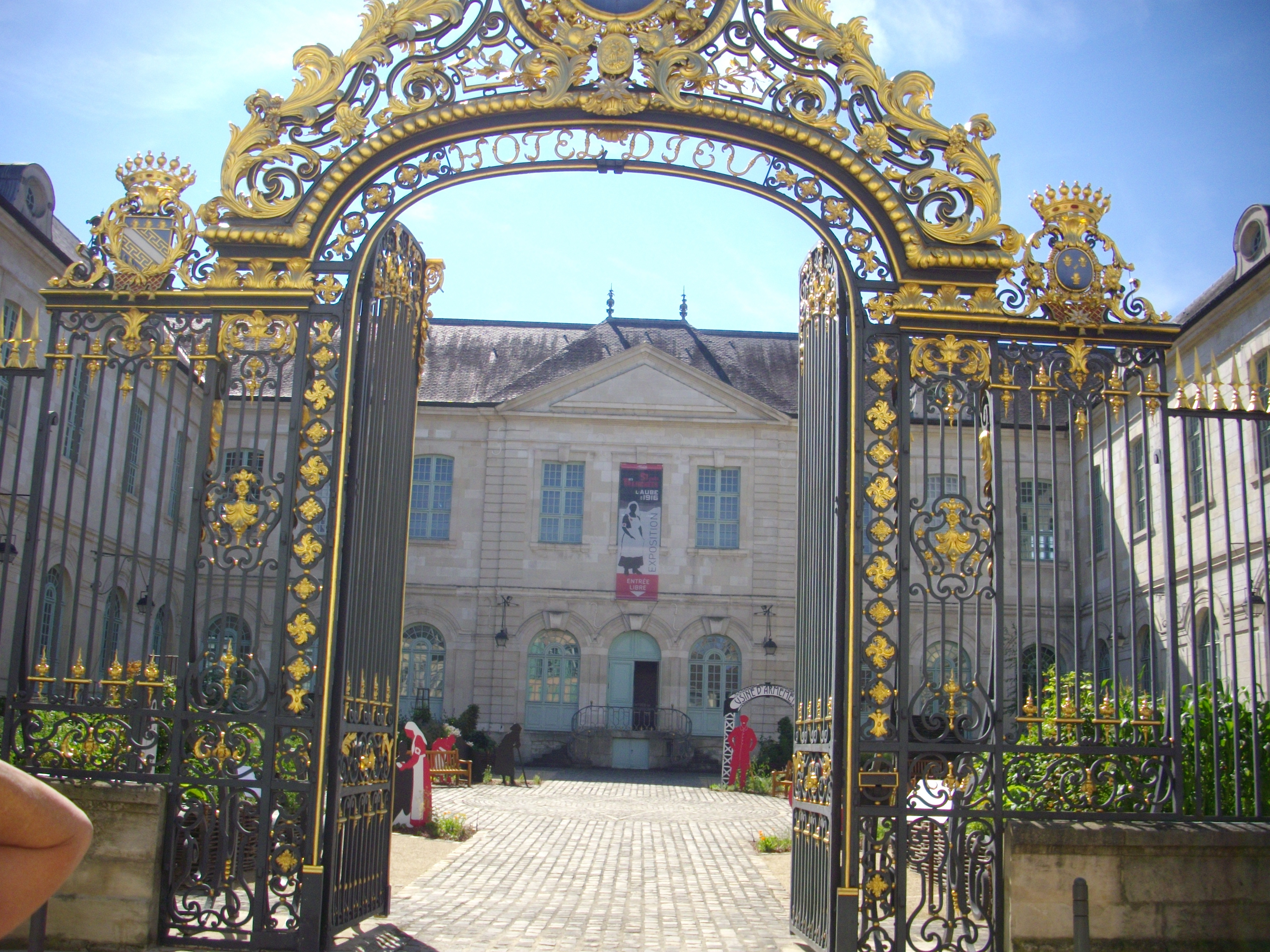
トロワのオテル・デューの錬鉄製の門

フランスの一般的な建築計画は、2つの病棟の間に礼拝堂を置くか、回廊が重なり合った2階建ての建物の間にある正方形の中庭、ドールのオテル・デューのように2階建ての建物の間に正方形の中庭を設け、そこにギャラリーを重ね、礼拝堂を隅に置く (非対称の構成) ものであった。記念碑的な建物では、縦長の375 mのリヨンのオテル・デューのファサード (1741年) が代表的である。
要素は組み合わせることができ、2階建てまたは 3階建ての建物で部屋が礼拝堂の中央の空洞に向かって集まる十字型のプランや、各交差点に祭壇を備えた市松模様のプラン (リヨン病院) が可能である。礼拝堂は正方形の中庭 (Vieille-Charité de Marseille) の中心に孤立している。正方形または長方形の中庭は、3つの建物に囲まれたメインの中庭につながることができる。広場にあるオテル・デューは、宮殿のような壮麗さを備えている。ファサード、ペディメント、中庭を囲む錬鉄製の門の威厳 (サント・マルト・ダヴィニョン、オテル・デュー・ドゥロンルソニエ、サン-ブザンソンのジャック病院、オテル・デュー・ドゥ・トロワ)、または大階段 (オテル・デュー・ドゥ・カルパントラ、オテル・デュー・ドゥ・マルセイユ - 現在は高級ホテル)。
1772年、12月29日の夜から、12月30日にかけて大規模な火災により、パリのオテル・デューが大部分焼失した。この火災は、宗教建築に基づいて設計された病院の終焉を表しているのかもしれない。計画は保存されているが、パリの計画に代わる数十のプロジェクトが提案されている。すべてはユートピア的な建築に基づいており、啓蒙医学の思想を具体化したもので、もはや救いではなく、治癒と衛生 (空気の循環) を中心にしており、ミシェル・フーコーはジャック・テノンの公式を取り上げてそれを「治癒機械」(les machines à guérir) と呼んでいる。.
フランス革命はこれらのプロジェクトを中断させ、頓挫させた。1830年以降、新しい病院の建設が再開されたが、改築、増築、再建を除けば、新しい「オテル・デュー」の名は消えた。最も重要なのは、パリのオテル・デューの再建 (1866 - 1877年)、オルレアンのオテル・デュー (1844年)、およびレンヌ大学病院 (1854年) である。ナントのオテル・デュー (1863年) は、1943年の空襲で破壊された。19世紀に再建されたこれらのオテル・デューは、すべて「自然換気」の原理に基づいている。

## 組織とケア

### 中世

#### スタッフ
西ヨーロッパでは、中世初期は、聖職者が医師や看護師の役割を果たしていた。その後、オテル・デューでは女性スタッフが主な役割を担うようになった。オテル・デュー・パリでは、看護スタッフの代表は黒衣を着た修道女で、ミストレス (後に修道院長、その後修道院長) が指揮を執っていた。灰色の服を着た家政婦は、信徒の付き人と客室係で構成されていた。白い服を着た修練生は、16歳からの実地訓練中の若いシスターで、年長のシスター (公認シスター) が監督していた。2、3人の患者に対して1人のシスターがつく。
パリでは、修道女の一日はとても過酷なものであった。午前3時半に起床し、午前5時まで献身的に働き、その後病人の世話と家事 (1日は午後2時から午後4時まで)、食事は午前11時と午後6時である。その仕事内容は、病人の体を洗い、治療薬、食事と飲み物を配り、毎日ベッドを整え、家族や恩人を迎え、死者を運び出して埋葬することだった。月に一度、決まった日に、天候に関係なく、姉妹たちは午前2時にランタンのそばで起床し、長靴を履いてセーヌ川のほとりに洗濯をした。
その他のスタッフには、助産師 (ベリーワイフまたはマットロネス・ジュレと呼ばれる)、理容師 (理容外科医、床屋外科医とも呼ばれ、医療行為としては外傷の手当て、瀉血などを行った。散髪屋の三色のサインポールは理容師が外科医の役を果たしていた名残である)、および医師 (13世紀以降) がいた。後者は施設に属しておらず、外部のコンサルタントであり、訪問によって報酬が支払われた。パリのオテル・デューは、地方に設立された新しいオテル・デューの設立を支援するために職員を派遣した。

#### 患者
例えば、コンピエーニュのオテル・デュー・サン・ニコラ・オ・ポンが増築されたとき、ルイ9世は最初の患者をそのベッドに寝かせた。すべての患者は、まず告解 (confession) と聖体拝領 (communié) を受け、魂を罪から洗い、修道女が髪と爪を切り、足と手と頭を洗わなければならなかった (衛生的というより、むしろ象徴的で福音的であった)。

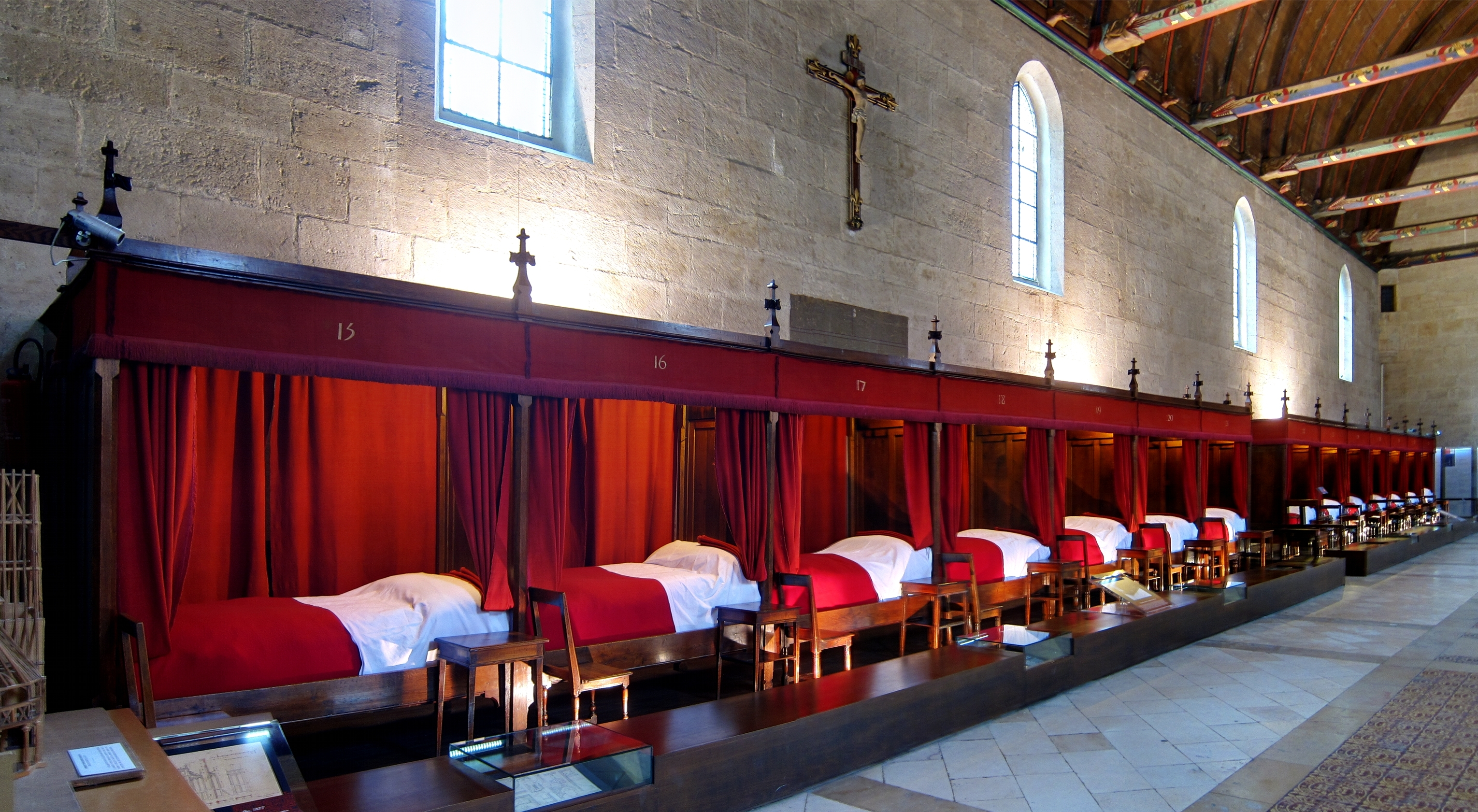
オテル・デュー・ド・ボーヌ (現在は博物館) のベッドの列。家具の復元は19世紀に遡る

患者はベッドに寝かされるが、最初は藁のマットレスまたは床にマットレスが置かれていたが、14世紀以降は木製のフレームが足に取り付けられ、個々のカーテンが付いた木彫りのパーティションで区切られた床の間のベッドに収容されるようになった。裕福で寛大な人々は、古い寝具をすべて提供することができるが、それはその後何世紀にもわたって習慣化し、やがて貴族の義務となった。最初、病人は裸で帽子をかぶって寝ていた 。ナイトガウンは16世紀から登場した 。ベッドは最初は1 - 2段、次に4段、6段と増えていく。18世紀までは、見知らぬ人同士一緒に寝ることは普通のことだった (旅館ではよくあること)。
夏には、色付きのガラスを使ったスライド式の窓で暑さを和らげた。冬には、暖炉、車輪のついた火鉢、ベッドに置かれたヒーターで寒さを凌ぐ。照明は石油ランプが用いられた。
古典的な時代とは対照的に、清潔さに細心の注意が払われた。下着や寝具などの家具は整えられ、よく手入れされており、舗装は毎日大量の水で洗われた。木製の浴槽と浴槽を利用できる。トイレは水路に張り出しており、本管の排水として機能する。動けない病人はベッドの下にかごや陶器の寝砂を置き、姉妹たちが毎日掃除して交換した。
食事のために、各患者は木製またはピューター (すずの合金) のお椀とスプーン、そして陶器のゴブレットを持っている。食事は、緑の野菜、豆類 (豆、エンドウ豆、そら豆) のスープと肉 (脂肪の多い日には、特に豚肉とベーコン、脂肪の少ない日は、卵、チーズ、四旬節の日には、塩漬けニシン) というメニューだった。果物は季節によって変わってくる (サクランボ、イチゴ、リンゴ、イチジク、レーズン)。キッチンでは塩、バター、ラード、クルミまたはオリーブオイル、スパイスを使用される。飲み物はビール、ヴェルジュ (熟す前のブドウを絞ったジュース)、そして特にワインだった。すべての食事はパンを主食にしているが、最高のパンは白パンで、これは重病人用である。全体として、これは非常に肉と脂肪の多い食事であり、社会から過剰であるとみなされるだろう。13世紀にはJM Galmiche によると、さまざまな栄養や欠乏症の重要性を考慮すると、この病院の食事は中世において非常に好ましいものだったと思われる。

### 古典時代

#### スタッフ

##### 管理
中世の末期には、慈善寄付や遺産は病院への寄付金ではなく教会の慈善団体に引き継がれることが多くなった。この転用やその他の欠点を補うために、オテル・デューの管理はすぐに一般の人々 (都市のブルジョワ) に委ねられるようになった。この管理はますます重要になっており、オテル・デューの学長や管理者になることは市職員のキャリアの中で目標とされるキャリアで、市会議員や領事になる前の最後のステップであった。
16世紀には、マルセイユのオテルデューでは、そのトップに4人の院長からなるグループがあり、初代院長自身が後継者を指名していた。1569年に牧師兼財務官が登場する。マルセイユでも、2世紀の間に院長の数は16名に増加したが、その多くは出席料とさまざまな特典のためだけにそこにいた (院長は結婚資金などの個人的な資金を提供した)。.
経営と資金調達の問題は、複雑な法的手続きを通じて地方レベルで解決されていた。都市とその病院の間の権限と能力が疑問視されており、その結果、王国全土で状況が無限に多様化していく。時間の経過とともに、不平等は拡大していく。その歴史のせいで、衰退しつつある小さな町は、豊かなオテルデュー (古い寄付金から得た土地収入) を持っているものの、規模が大きすぎる。拡大する都市には小さく、貧しく、過密なオテルデューがある一方で、中世の慈善活動はますます稀になっていく。

##### 介護者
看護スタッフは今でも主に修道女で構成されており、そのほとんどが聖アウグスチノ修道会である。
改革派の病院騎士団としては、特にオテル・デュー・ド・ケベックを担当したイエスの慈悲の永久のホスピタリティの聖女たち (Chanoinesses régulières hospitalières de la miséricorde de Jésus) 病院奉仕団 (カトリック)、あるいは神の聖ヨハネ病院騎士団 (Ordre hospitalier de Saint-Jean-de-Dieu) のような男性騎士団があり、後者は慈善病院や国境の町の軍事病院、あるいは軍港の海軍病院に多く存在した。しかし、古典主義時代の真の目新しさは、医学の存在感が増したことであった。

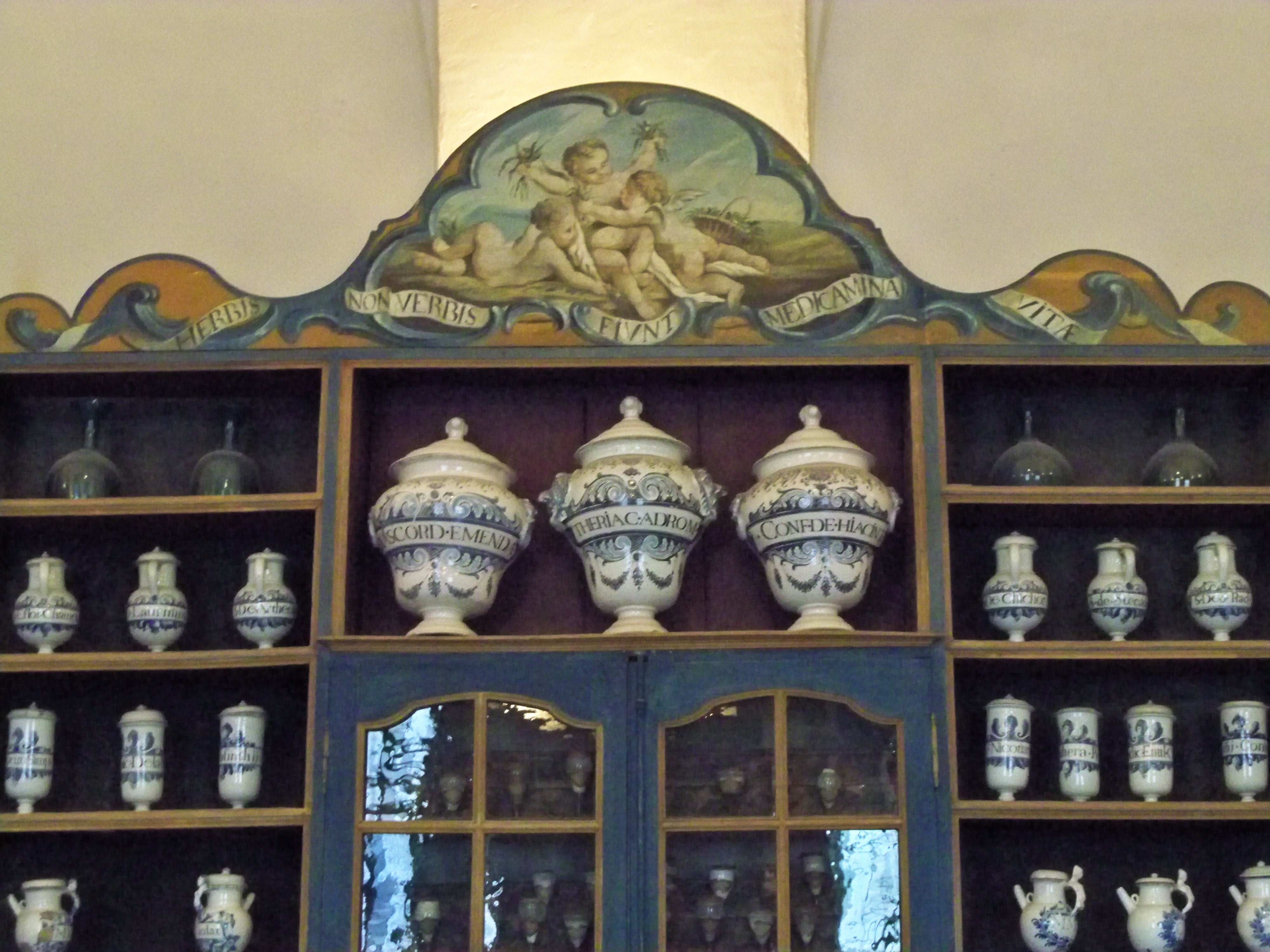
カルパントラのオテルデューの薬局瓶。

17世紀以降 、外科医は病院から直接任命され、病院での独占的な診療が行われるようになった。彼らは徐々に、実習のためにそこに住み込むようになった。たとえば、マルセイユのオテルデューの場合、1614年に初めてこの病院に常駐する給与を得た外科医が登場した。1687年、外科医は (院長の許可を得た上でケースバイケースで) 解剖を行う可能性を獲得した。
病院)、1717年、解剖には解剖の授業が可能になり (男子病棟の患者のいる中で行われた)、1728年には、このコースは別室で行われた。1778年に解剖劇場 (Théâtre anatomique、amphithéâtre d'anatomie) が設けられ、男性の遺体の解剖のみが許可された。
ラテン語による学術的かつ理論的な医師の訓練とは異なり、外科医の訓練は学習と実践に基づいて行われる。外科医には1人から6人の見習い助手が付き添うのが通例だった。その一人は「初めて修士号を取得した少年外科医」(今日の研修医の先祖) である。他の外科医少年たちは彼の後任になるべく仕事を見習う。オテル・デューの院長は、オテル・デューで拾われ育てられた (オテル・デューが孤児院の役割も担っていたため) 子どもたちの中から、少年外科医になる可能性が高い12歳から15歳の子供たちを選ぶことができる。このように、18世紀のマルセイユでは、子ども時代を含む職業人生のすべてをオテル・デューで過ごした外科医が知られている。.
オテル ・デュー ドゥ・マルセイユには、市の医療委員会が任命した4人の医師が勤務しており、交代制 (各1四半期の任期) で勤務している。病院側としては、この体制では変更時の診療の継続性に不都合があると考え、外科医と同じように病院専属の医師を一人選んで雇用したいと考えている。
このためルイ15世の大臣であったエティエンヌ=フランソワ・ド・ショワズールにまで遡る法的対立が生じ、ショワズールは病院側の勝訴を勝ち取った。1787年にマルセイユのオテル・デューに分娩室が設置され、これは啓蒙時代における分娩の医学化を代表するものであった。

##### 捨て子

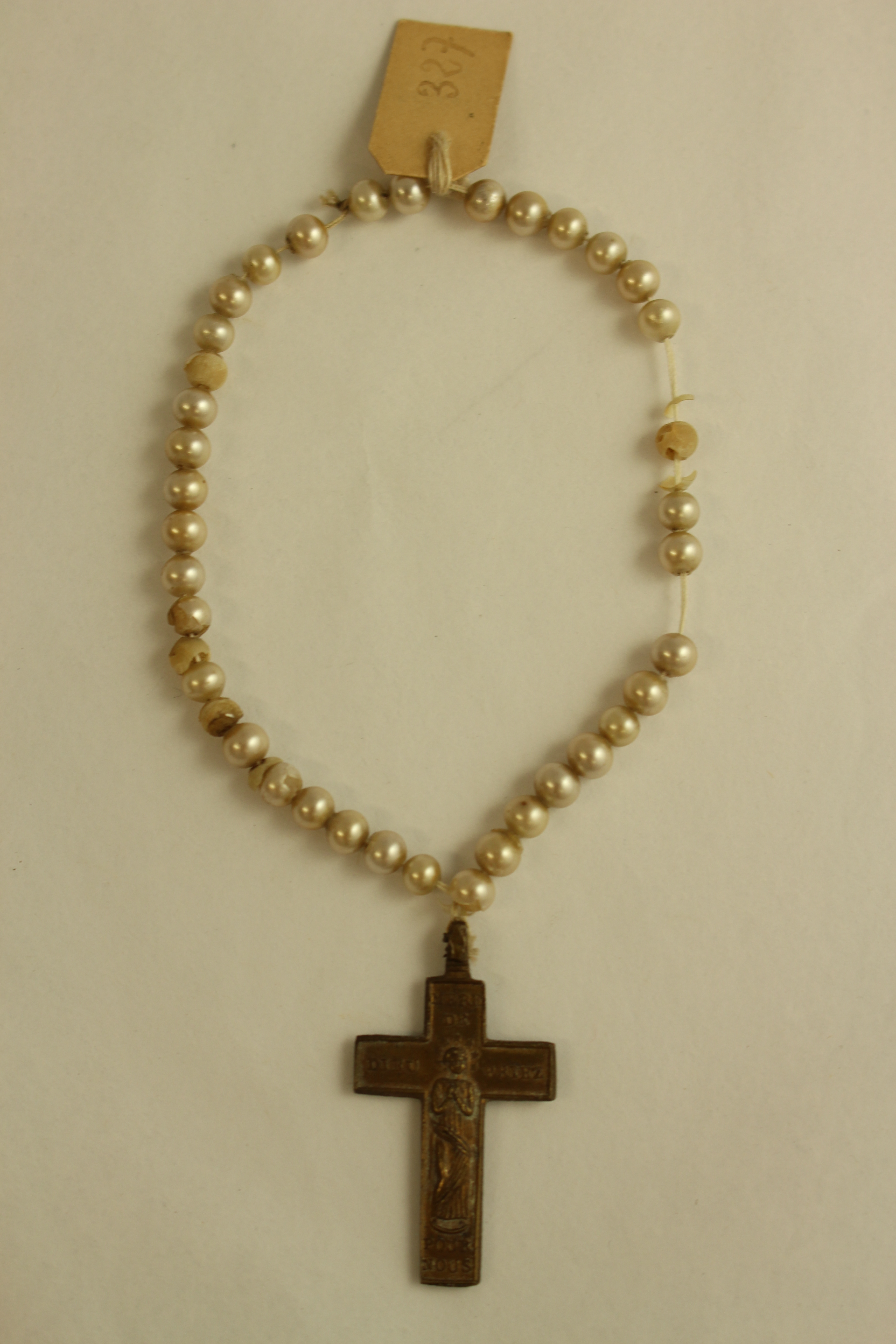
1821年、リヨン市立シャリテ病院のシスターたちが保護した、捨てられ瀕死の新生児から発見されたネックレス (リヨン市民病院博物館)

18世紀のマルセイユでは 、嫡子8人につき捨て子が1人いた。オテル・デューは年間2,000人近くの子どもたちを受け入れ、そのうち200 - 300人が病院に留まっていた。貧困の増加に伴い、嫡出の子どもたちが捨てられるようになった。
捨て子は、オテル・デューの「ドアの穴」、もしくは「いつもの窓」(窓に埋め込まれた回転ボックス、匿名の夜間の保管に使用される) に置かれた。病院は彼らをプロヴァンスの村の保育所に預け、村の司祭に教育を委ねた。養子の引き取り手がなかった子は、その後10 歳ごろにオテル・デューに戻された。
学長は少年たちの中から、船長の意のままにできる最も強くて機敏な者を選ぶことができ、彼らは船室少年となることができた (当時の海軍は水兵10人につき船室少年を1人雇っていた)。病院の職員になった人もおり、少年外科医や少年薬剤師、町の見習いや使用人になった人もいた。少女たちは洗濯婦、洗濯婦、料理人、裁縫師、服務員などになり、いずれも病院内で働くか、(雇用主の道徳性を調査した結果) 町で雇われることになった。病院で行われた結婚式の費用 (手続き期間中の新郎の世話や結婚式の食事) はオテル・デューが負担した。
フランスでは、捨て子の死亡率は非常に高く、また場所によってもばらつきがあった。7歳未満の死亡率は25% (グルノーブル)、50% (モンペリエ、マルセイユ)、70% (リヨン) だった。マルセイユでは、1720年のペスト流行中およびその後数年間、看護師不足のため、この死亡率は100%に近いままで推移した。1人の乳母が最大4人の乳児を同時に授乳する。マルセイユに滞在し、オテル・デューで出産する外国人女性には、看護師として働くために 18 か月間そこに滞在する習慣があった。

#### 病気
一般に、大きな町は病院の過密状態、中世末期から続く衛生状態の悪化、18世紀を通じて財政難に寄るオテル・デューの赤字の深刻化に悩まされており、批判的な報告が増えている 。ドヴェーズ川沿いに建てられたボルドーの病院では、患者はベッド4台に対して便器が1つしかなく、乾燥するとほとんどの場合川に捨てられていた。パリのオテル・デューでは、分娩病棟の窓からサント・ジュヌヴィエーヴ山 (パリ5区、セーヌ川左岸を見下ろす丘。ここの一番高いところにはにはソルボンヌ大学の学生が利用するパンテオンとサント・ジュヌヴィエーヴ図書館があった) から流れ出る下水道が直接見ることができた。
啓蒙主義の医師たちは主にオテル・デューをターゲットにしていた。フランス革命の前夜、ジャック・テノンは回顧録を出版し、彼はすべての欠点を持っているように見えたパリのオテル・デューに焦点を当てて批判した。
彼は壊滅的な状況について説明している。当時の施設は8棟の建物からなり、4棟が外来棟、4棟が患者棟で構成されていた。
後者では、4 - 5階にまたがって感染部門 (欠陥のあるトイレ) が点在し、1,200床強のベッドに4,000人以上の患者が収容されていた。ベッドは四方八方に配置されており、場合によっては 2人用のベッドに 4 - 6人の患者が頭から足まで突っ込まれることもあった。テノンは、算術的な計算によって、これらの患者が動くことができず横たわったままであることを証明した。
病棟に 500 - 800人の患者が収容されると、その高い天井は役に立たなくなる。彼の計算に寄ると、患者が呼吸できる空気は3立方メートル以下であるのに対して、他の場所 (パリの残りの部分と地方) の入院患者は7〜16立方メートルの空気を呼吸できる。
狂った者は脳障害者たちと一緒だ。健康な赤ちゃんを出産したばかりの女性は、病気の赤ちゃん (疥癬、性病、または発熱) を出産した女性と同じグループに入れられている。部屋がなくなると、出産した女性は負傷者用の病棟に入れられる。そこでは、外科医が手術を受ける人たちとこれから手術を受ける人たちに囲まれて部屋の真ん中で手術をする。「院内腐敗」(後に「院内感染」と呼ばれるようになる) の感染臭は「腐敗熱」を引き起こした。

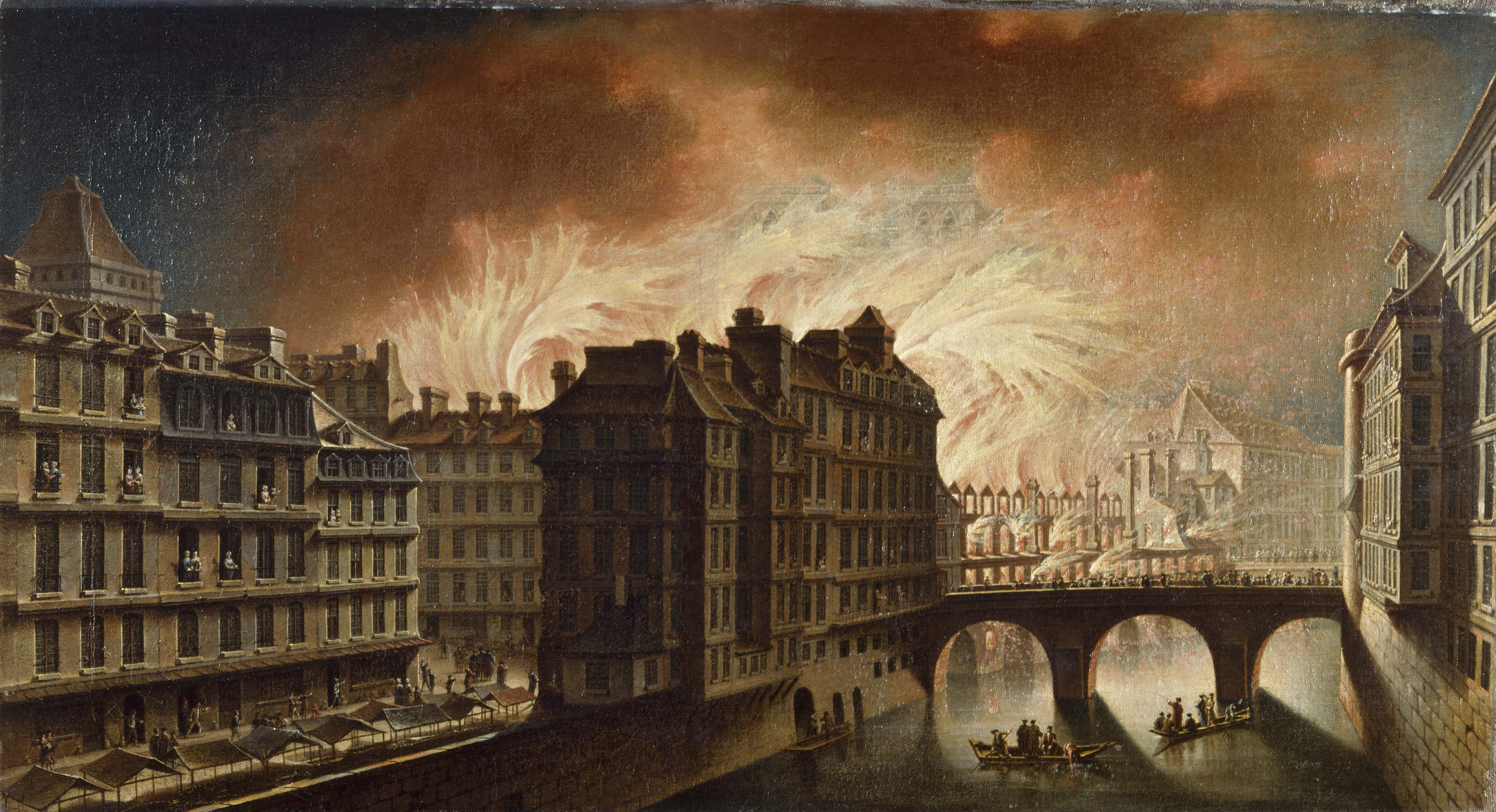
サン・ミッシェル橋から見た1772年のパリのオテル・デュー病院の火災 (カルナヴァレ美術館)

800人を数える回復者には自分の部屋がなく、病人と一緒に過ごすことを余儀なくされている。スタッフは食堂がなく、病棟で食事をとっていた。また寮もなく、これらの職員は原則として貧しい人々の緊急治療のために確保されている診療所の小さなベッドを占拠していた。病人の食事は主に脂肪やバターを加えたエンドウ豆のスープで、肉はほとんどなく、生鮮食品はほとんどなく、風土性の壊血病を引き起こしたり悪化させたりするものだった。
死亡率は入院患者の4分の1と推定されているが、エディンバラ王立病院では4、パリのパリシャリテ病院では13%となっている。
死亡率の差を病棟の容積と患者数の関数としてを計算し、直接的な関係を確立する。オテル・デューでトレパネート (穿頭術を施された) 患者はほとんど全員死亡したが、ヴェルサイユや地方ではほとんど全員が回復した。テノンはイギリスへの研修旅行から戻ったばかりで、ヨーロッパからの報告をすべて読んでいた。
分娩中の女性の死亡率については、パリのオテル・デューが最も低く、15件の出産で1人が死亡しているが、ヨーロッパの他の地域では約100人に1人である。年間1,500件の出産のうち、最初の1週間で400人の新生児が死亡しており、この新生児は医師たちから「固い子または凍結児」と呼ばれていた。 彼らは新生児破傷風を発見する途上にあった。
テノンの報告書 (1788年) は、パリのオテル・デューの火災を受けて1772年に始まった議論の集大成だった。この議論は、ナポレオン3世とオスマン男爵が望んで1877年に落成したオテル・デュー・パリの威信を再建するまで続くことになる。同時に、まだパリのメニルモンタンに別の病院が建設されており、1879年にはテノン病院という非常に象徴的な名前が付けられることになる。.
革命後のパリのオテル・デューについては、オテル・デュー・パリを参照のこと。

## 今も残るもの
例としては次のものが挙げられる。
ベルギー
- Notre Dame à la Rose, founded in 1242

フランス
- Hôtel-Dieu d'Angers, founded in 1153
- Hôtel-Dieu de Beaune, founded in 1443
- Hôtel-Dieu of Carpentras, built in 1754
- Hôtel-Dieu of Château-Thierry, founded in 1304
- Hôtel-Dieu of Cluny, built in the 17th and 18th century
- Hôtel-Dieu de Lyon, created in 1478
- Hôtel-Dieu of Nantes, completed in 1508
- Hôtel-Dieu de Paris, founded in 650
- Hôtel-Dieu of Reims
- Hôtel-Dieu de Tonnerre, founded in 1293

カナダ
- Hôtel-Dieu de Montréal, Montreal, Quebec
- Hôtel-Dieu de Québec, Quebec City, Quebec
- Hôtel-Dieu de Sherbrooke (CHUS), Sherbrooke, Quebec
- Hôtel-Dieu Grace Hospital, Windsor, Ontario
- Hotel Dieu Hospital (Kingston, Ontario), Kingston, Ontario
- Hotel Dieu Shaver Health and Rehabilitation Centre, St. Catharines, Ontario

アメリカ合衆国
- University Hospital, New Orleans, previously known as Hôtel-Dieu
- Hotel Dieu Hospital, Beaumont, Texas, founded in 1896 and consolidated with Saint Elizabeth's Hospital in 1970
- Hotel Dieu Hospital, El Paso, Texas, founded in 1893 and permanently closed in 1987

レバノン
- Hôtel-Dieu de France, Beirut, Lebanon, a private hospital owned by the French state